# Меланьин, Владимир Михайлович
Влади́мир Миха́йлович Мела́ньин (1 декабря 1933, Советский район, Горьковский край — 10 августа 1994, Киров) — советский биатлонист. Заслуженный мастер спорта СССР (1962).
Первый советский олимпийский чемпион по биатлону 1964 года (гонка на 20 км).

## Биография
Родился в деревне Чёрная (Ильинский сельсовет) Советского района (ныне — Кировской области).
Начинал с лыжных гонок: будучи на армейской службе, выполнил норматив мастера спорта СССР (звание присвоено в 1957 году). Из лыжных гонок в 1958 году перешёл в биатлон и уже через год в Италии стал чемпионом мира по биатлону.
Чемпион мира 1959, 1962, 1963 годов в гонках на 20 км и команде.
Участник Олимпийских игр 1960 г. (Скво-Вэлли). На олимпийские игры 1964 не сумел отобраться (занял 15-е место на чемпионате СССР), но его кандидатуру отстояли тренеры. В Инсбруке Меланьин победил за явным преимуществом — прошёл быстрее всех и без штрафа.
В 1962 году окончил Школу тренеров Военного факультета при Государственном дважды орденоносном институте физической культуры имени П. Ф. Лесгафта. Член КПСС с 1965 года.
По окончании выступлений Владимир Меланьин вел большую общественную работу по развитию лыжного спорта и биатлона в Кировской области. Выпускник Кировского педагогического института (1974). Работал консультантом на Ново-Вятском лыжном комбинате.
Похоронен на Новомакарьевском кладбище в Кирове.

## Память
В память о спортсмене (на 2008 год) один из этапов открытого кубка г. Кирова по лыжным гонкам среди ветеранов назван в его честь.
В 2008 году спортивному комплексу ВятГУ было присвоено имя олимпийского чемпиона В. М. Меланьина.
В честь Владимира Меланьина названа проектируемая улица в микрорайоне Радужный. Депутаты утвердили данное предложение на 20-м заседании Кировской городской думы 27 ноября 2013.

## Награды
- орден Трудового Красного Знамени (30.03.1965)
- Орден «Знак Почёта» (16.09.1960) — за успешные выступления в XVII летних и VIII зимних Олимпийских играх 1960 года, а также за выдающиеся спортивные достижения[9]
- медали
- почётный знак «За заслуги в развитии физической культуры и спорта» (1995)
- Посмертно награждён почетной медалью IBU[10].

## Комментарии
1. ↑  В доступных источниках сведений о деревне Чёрная Ильинского сельсовета не найдено.
2. ↑  По другим данным[5] — родился в деревне Балыки, входившей в состав Шалаховского (позднее — Родыгинского) сельсовета Советского района Кировской области и упразднённой 6.4.1981[6].